# Април
Април је четврти месец у години и има 30 дана.
Почетак месеца по јулијанском календару почиње 14-тог дана грегоријанског календара.
По Црквеном рачунању циклуса времена је осми месец.

## Порекло речи или етимологија
На старом српском језику, месец април се у народу још називао и березозол и лежитрава.
Преко цркве су у српски народ ушли латински називи за месеце, а њихови гласовни ликови показују да су прошли кроз грчко посредство.

## Верски календари

### Хришћански празници
- Велики празници или црвено слово
- Србљак
- Житије Светих за април

## Друштвене активности
За 1. април многи грађани се забављају причањем шала.